# Anita Czerwińska
Anita Czerwińska z domu Popiołek (ur. 13 stycznia 1970 w Warszawie) – polska polityk i prawniczka, przewodnicząca warszawskiego Klubu „Gazety Polskiej”, posłanka na Sejm VIII, IX i X kadencji, rzecznik prasowy partii Prawo i Sprawiedliwość oraz Klubu Parlamentarnego PiS, w latach 2022–2023 sekretarz stanu w Ministerstwie Rodziny i Polityki Społecznej.

## Życiorys
Ukończyła w 1999 studia prawnicze na Wydziale Prawa i Administracji Uniwersytetu Warszawskiego. Pracowała w korporacjach, takich jak US West Polska i telewizja HBO.
Później związała się ze środowiskiem „Gazety Polskiej”. Została zatrudniona w Niezależnym Wydawnictwie Polskim Tomasza Sakiewicza, w 2006 stanęła na czele warszawskiego Klubu „Gazety Polskiej”. Po katastrofie polskiego Tu-154 w Smoleńsku w 2010 brała aktywny udział w akcjach blokujących przeniesienie do jednego z kościołów krzyża postawionego przed Pałacem Prezydenckim. Następnie zaangażowała się w organizację tzw. miesięcznic smoleńskich, stając się jedną z najbardziej rozpoznawalnych postaci tego ruchu.
Podjęła również działalność polityczną w ramach Prawa i Sprawiedliwości. Z ramienia PiS bezskutecznie kandydowała w wyborach do Sejmu w 2011 oraz w wyborach europejskich w 2014, 2019 i 2024.
W wyborach samorządowych w 2014 została wybrana na radną powiatu warszawskiego zachodniego. W 2015 wystartowała ponownie do Sejmu w okręgu podwarszawskim. Uzyskała mandat posłanki VIII kadencji, otrzymując 7068 głosów. W czerwcu 2019 została powołana na stanowisko rzecznika partii i klubu parlamentarnego Prawa i Sprawiedliwości, zastępując Beatę Mazurek. W wyborach w tym samym roku z powodzeniem ubiegała się o poselską reelekcję, otrzymując 22 911 głosów. W czerwcu 2022 została powołana na stanowiska sekretarza stanu w Ministerstwie Rodziny i Polityki Społecznej oraz pełnomocnika rządu ds. ekonomii społecznej, w związku z czym zakończyła pełnienie funkcji rzecznika Prawa i Sprawiedliwości.
W wyborach w 2023 po raz trzeci z rzędu uzyskała mandat poselski, zdobywając 18 443 głosy. W grudniu tego samego roku zakończyła pełnienie funkcji wiceministra.